# وایترزفلد
وایترزفلد (به آلمانی: Weitersfeld) یک منطقهٔ مسکونی در اتریش است که در ناحیه هورن واقع شده‌است. وایترزفلد ۱٬۷۵۳ نفر جمعیت دارد.